# Origma solitaria
La acantiza minero (Origma solitaria)  es una especie de ave paseriforme perteneciente a la familia Acanthizidae. Es el único miembro del género monotípico Origma. Es endémica de Nueva Gales del Sur en Australia.

## Descripción
El acantiza minero tiene 14 cm de longitud. Por lo general se le ve saltando sobre las rocas de forma errática mientras agita la cola. Su hábitat preferido son los bosques de piedra arenisca o piedra caliza. Su distribución es el centro y este de Nueva Gales del Sur.